# Rudnícke kúpele
Rudnícke kúpele (także: Zlaté kúpele; węg. Rudnoki Fürdő; pol. Uzdrowisko Rudník) – nieistniejące już, maleńkie uzdrowisko w dzisiejszej wschodniej Słowacji, w Górach Wołowskich, ok. 16 km na zach. od Koszyc.

## Położenie
Uzdrowisko leżało na wys. ok. 530 m n.p.m., ok. 200 m na zach. od Przełęczy Podkova, oddzielającej pasemko Holički od pasma Kojszowskiej Hali oraz biegnącej przez nią lokalnej drogi z Rudníka do doliny Idy. Obecnie obok miejsca, w którym się znajdowało, biegnie zielono  znakowany szlak turystyczny z przełęczy Podkova do wsi Poproč.

## Historia
Uzdrowisko powstało w II poł. XIX w. Niewielki budynek dysponował 20 łóżkami i 6 łazienkami. W oparciu o niedalekie źródło mineralne, którego dobroczynne właściwości były znane już w końcu XVIII w., leczono w nim głównie choroby reumatyczne i narządów ruchu, ale także astmę, szkorbut, syfilis i in. Podstawowymi zabiegami były chłodne kąpiele wannowe. W 1887 r. w pobliżu zbudowano gajówkę, a później młyn i gospodę. Ta ostatnia stała się wkrótce ośrodkiem życia towarzyskiego uzdrowiska.
Gdy w listopadzie 1938 r. w wyniku tzw. ”pierwszego arbitrażu wiedeńskiego” Węgry zajęły tę część Słowacji aż po grzbiet Gór Wołowskich, w zabudowaniach urządzono siedzibę węgierskiej straży granicznej. Po 15 października 1944 r., gdy upadło słowackie powstanie narodowe, a władzę na Węgrzech przejęli faszyści Ferenca Szálasiego, wojska węgierskie wraz z oddziałem SS stworzyły tu dobrze zaopatrzony w broń i amunicję punkt wypadowy do walk ze słowacko-radziecką partyzantką.
23 grudnia 1944 r. oddział z partyzanckiego zgrupowania Aleksander Newski w brawurowym ataku zdobył placówkę, po czym wysadził w powietrze wszystkie obiekty. Dziś widoczne są po nich jedynie fragmenty kamiennych fundamentów. Oddziałem czechosłowackich i radzieckich partyzantów dowodził Polak, Stanisław Wroński, po wojnie działacz PZPR i państwowy.
Miejsce po zanikniętym uzdrowisku wyznacza panel informacyjny przy ww. zielonym szlaku turystycznym.